# Industritorget
Industritorget Sweden AB, ofta kallat Industritorget, är ett svenskt företag som driver en digital B2B-plattform för industriföretag. Portalen innehåller bland annat ett företagsregister, köp- och säljfunktion, offertförfrågningar samt nyhetsförmedling.

## Historia
Företaget grundades år 2000 av Kenth Ahlstedt. Webbportalen industritorget.se lanserades 2001 med tjänster som företagsregister och ett kostnadsfritt offertsystem riktat till industrins leverantörer.
Under 2000-talet utvecklades plattformen med en köp- och sälj-marknad där medlemsföretag kunde annonsera produkter, både nya och begagnade. Industritorget började även publicera pressmeddelanden och nyheter inom industrin.
År 2012 utsågs bolaget till Gasellföretag av Dagens Industri. Utmärkelsen upprepades 2024.
Sedan 2020 har omsättningen tredubblats och nya kontor öppnades i Göteborg och Stockholm utöver huvudkontoret i Halmstad.

## Verksamhet
Industritorget erbjuder tjänster för industriföretag som vill synas digitalt eller kommunicera affärsförfrågningar. Plattformen omfattar bland annat:
- Köp och försäljning av nya och begagnade maskiner och industriprodukter
- Offertförfrågningar och företagsregister
- Kreditupplysning i samarbete med Bisnode
- Publicering av industrinyheter och pressmeddelanden[1]

Sedan 2020 har företaget även en webbyrådel med tjänster inom Google Ads, sökmotoroptimering (SEO), WordPress-webbplatser, företagsfilm och fotografering.

## Organisation
- Huvudkontor i Halmstad
- Ytterligare kontor i Göteborg och Stockholm[3]
- Cirka 30–31 anställda (2024)[1]